# Aneta Panek
Aneta Panek (* 5. Oktober 1976 in Warschau) ist eine polnische Filmemacherin und Performancekünstlerin. Sie lebt und arbeitet in Berlin.

## Leben
Aneta Panek studierte Kunstgeschichte an der Universität Paris IV Sorbonne, wo sie über die Intermedialität in der Kunst, das Unheimliche in den Medien und über den kulturellen Austausch zwischen Frankreich, Deutschland und Polen forschte. Sie setzte ihr Studium am Deutschen Forum für Kunstgeschichte in Paris fort, wo sie für das interdisziplinäre Forschungsprojekt „Ownreality“ eine Zeit lang arbeitete, sowie an der Universität der Künste Berlin, wo sie im Jahr 2022 an der Fakultät Gestaltung promovierte.
Sie drehte zahlreiche Filme und Fernseh-Reportagen, u. a. für den RBB, den WDR und die Deutsche Welle.
Ihr Dokumentarfilm Mein Himmel ist voller Musik (2009) wurde in die Sammlung des Museums Yad Vashem in Jerusalem aufgenommen.
2013 und 2014 veranstaltete sie, zusammen mit der Philosophin Clara Pacquet, ein Filmprogramm im Club der polnischen Versager: Geist & Gespenster, eine monatliche Filmreihe, die das Phänomen der Filmaufnahme als geistigen und gespenstischen Prozess untersucht.
2015 folgte eine weitere Filmreihe von Aneta Panek und Clara Pacquet: LA LOGE NOIRE im Kino Babylon in Berlin; eine Auswahl von Filmen, die die magische Dimension des Kinos untersuchen und die Natur der filmischen Darstellung hinterfragen.
Ab 2015 widmete sich Aneta Panek dem Experimentalfilm zu. Ihr Kurzfilm „Tarot-Reading“ (2015) wurde auf verschiedenen Filmfestivals weltweit gezeigt, u. a. in New York City,
Tokio, Osaka und Berlin. Ihre experimentelle Film-Collage „Lullaby for a Witch“ (2016) wurde im Rahmen des List í Ljósi Festivals (Art by Light Festival) in Seyðisfjörður, Island, vorgeführt, sowie neulich im Rahmen der Ausstellung Nasty Women UK in London. Ihr Experimentalfilm „Czarymary“ (2016) wurde im Dezember 2017 im Rahmen der LGBTQ Filmnacht im Flying Dutchman in London, gezeigt.
2017 wurde Aneta Panek zur Künstlerresidenz am Watermill Center von Robert Wilson eingeladen, wo sie ihr neuestes Projekt, eine Punk-Oper, inszenierte. Das Stück wurde später ebenso im Nuyorican Poets Café in New York vorgeführt, sowie anschließend in Berlin, im ehemaligen Stummfilm Kino Delphi, wo es die offizielle Premiere feierte (11 & 13. Mai 2018). Die Punk-Oper wurde nach Venedig eingeladen, wo es im Rahmen einer von Its Liquid Group organisierten Ausstellung „Spaces – Surfaces International Art and Architecture Festival“ im Palazzo Ca‘ Zanardi, parallel zur 16. Internationalen Architektur Biennale, präsentiert wurde (27. September bis 25. November 2018).
Es folgten weitere Künstlerresidenzen, so u. a. ein „Artists Lock-In“ mit Sue Hill von Wild Works, einer internationalen, ortsbezogenen Theaterkompanie, auf der Insel Jersey.
Ende 2022 erschien ihre Dissertation als Buch im Logos Verlag unter dem Titel „Alchemy of Punk. Transmutation, Subversion and Poetry in the Punk-Avantgardes.“ mit Siegfried Zielinski, dem ehemaligen Rektor der Staatlichen Hochschule für Gestaltung Karlsruhe, und Thomas Düllo, Professor für Kommunikationstheorie und -praxis am Institut für Theorie und Praxis der Kommunikation, Geschäftsführender Direktor des Studium Generale ‘Diversität im Dialog‘; und ehemaliger Dekan der Fakultät Gestaltung, als wissenschaftliche Gutachter, und Alain Fleischer, dem Leiter der Hochschule für Film und Medien le FRESNOY in Tourcoing, als künstlerischer Supervisor. Sie befasst sich darin mit der Beziehung zwischen Lyrik und Rebellion, Punk und Alchemie. Ihr besonderes Interesse gilt den künstlerischen Forschungsmethoden; der Notwendigkeit der Visualisierung und assoziativer Spekulation im Prozess der Formulierung von Theorien sowie den neuen performativen Formaten des Wissens.

## Veröffentlichungen
- „Alchemy of Punk. Transmutation, Subversion and Poetry in the Punk-Avantgardes.“ Erschienen am 1. Dezember 2022 im Logos Verlag (ISBN 978-3-8325-5568-9, Sprache: Englisch, Umfang: 286 Seiten)
- In einem anderen Land / W innym kraju. Poesie Band und Experimentalfilm, im Auftrag vom Generalkonsulat der Bundesrepublik Deutschland in Krakau, 2020.
- „Warschauer Punk Pakt. Punk im Ostblock 1977-1989“, Alexander Pehlemann (Hrsg.), Ventil Verlag, Februar 2018.[15]
- „Pokoli aranykor – New wave koncertplakátok a '80-as évekből“, Tamás és Bp. Szabó György / Punk & New Wave Poster Album, Tamás Szöneyi, Szabó György(Hrsg.), ed. by the Kieselbach Gallery, Budapest, Oktober 2017
- Open Fields – Art and Science Research Practices in the Network Society, edited by Rasa Smite, Raitis Smits and Armin Medosch, Riga, RIXC 2016.[16]
- Atlas of Media Thinking and Media Acting in Berlin, transmediale / conversationspiece 2016, Publikation und Installation der UdK Berlin, Fakultät Gestaltung – Institut für Zeitbasierte Medien. A. Panek, Künstlergespräche in Form von Text und Film[17]
- Band 2 – Forum zur Genealogie des MedienDenkens, der zweite Band der erweiterten Dokumentation der Gespräche im Forum zur Genealogie des MedienDenkens aus dem Sommer 2013, UdK-Verlag. Siegfried Zielinski im Gespräch mit… Hans Belting, Wolfgang Ernst, Hartmut Winkler, Henning Schmidgen, Claus Pias und Sybille Krämer. Mit Beiträgen und Materialien von Vilém Flusser, Florian Hadler, Konstantin Daniel Haensch, Toni Hildebrandt, Daniel Irrgang, Linnéa Meiners, Sandra Moskova, Inger Neick, Aneta Panek, Andreas Rauth, Sarah Johanna Theurer und Siegfried Zielinski. Herausgegeben von Daniel Irrgang, Konstantin Daniel Haensch & Inger Neick, 2014.[18]
- Artpress, no 389, 2012: A.Panek, 7e Biennale d’art contemporain Berlin – Entretien avec Artur Żmijewski.
- Roman Lipski – Ausstellungskatalog, Atlas Sztuki Lodz, 2011. A.Panek, On Fulfilling One‘s Dreams, Dark Paintings, and Berlin. Interview with Roman Lipski.[19]
- Artpress, no 345, 2008: A.Panek, Quand les choses n‘ont pas d‘ombre. 5e Biennale d‘art contemporain de Berlin.
- Paweł Dutkiewicz – Ausstellungskatalog, Anya Tish Gallery Houston, 2007. A.Panek, Some reflections on the Art of Paweł Dutkiewicz.
- Mechanismen des Vergessens. Mechanizmy zapominania. Marginalisierung und Kanonbildung in der Gegenwartskunst. Revolver Archiv für aktuelle Kunst, Frankfurt am Main, 2006. A.Panek, Geometrie, Konstruktivismus, konkrete Kunst & Co. Vergessen, Erinnerung und anderer Zickzack der Geschichte.
- Artpress, no 314, 2005: A.Panek, Franz Ackermann. Voyages parallèles.
- Artpress, no 301, 2004: A.Panek, Roman Opalka. Ici et maintenant.
- Vues d’architectures. Photographies des XIXe et XXe siècles. Beteiligung an der Redaktion des Ausstellungskataloges. Musée de Grenoble, 2002.

## Filmografie
- 2016: Czarymary. Experimentalfilm über Transgender, Alchemie der Geschlechter und Genesis.
- 2016: Lullaby for a Witch. Eine experimentelle Film- und Ton-Collage.
- 2017: Alchemy of Punk. Eine 3-Channel Video-Installation, die das theatralische und musikalische Erlebnis, die Video-Installation und die Live-Performance, zusammenbringt. Mit in den Hauptrollen: Simone Kermes, Mona Mur, En Esch, Max Raabe, Zazie de Paris, Takushi Minagawa, Margita Haberland, Dieter Meier, Rieko Okuda, FM Einheit, Meritxell Campos Olivé und Yoriko Maeno.[20]
- Tarot Reading, 2015. Ein surrealistisches Märchen. Mit Doris Egbring-Kahn, Gabi und Takushi Minagawa.[21]
- Ein leibhaftiger Exkurs über den Polnischen Vampirismus, 2015. RBB.[22]
- Andrzej T. Wirth – Porträt eines Heimatlosen, 2015. RBB.
- Vanito Vanitas – Porträt des Künstlers Michal Martychowiec, 2014. RBB.
- Mona Mur – The Turbulent Mind, 2014. RBB.[23]
- Sascha Adamek, A. Panek (Zusammenarbeit), Wer betrügt, profitiert – EU und der freie Arbeitsmarkt, 2014, WDR.
- Berliner Zwischenräume, Melchiorstrasse 9, 2013. RBB.
- Japanische Community in Berlin, 2013. RBB.
- KulTouren – 20 Jahre Nachbarschaft. Kunst und die Künstler in Deutschland und Polen, 2011. Deutsche Welle.
- Mein Himmel ist voller Musik, 2010. RBB & DW, Berlin, Haifa, Tel Aviv.[24]
- Jerzy Lewczynski – Alchemie der Fotografie, drei Porträts über den Künstler, entstanden zwischen 2007 und 2009. RBB, TVP.